# 유강 (두량회후)
유강(劉疆, ? ~ 기원전 28년)은 전한 말기의 제후로, 하간효왕의 아들이다.

## 행적
건시 2년(기원전 31년), 두량후(竇梁侯)에 봉해졌다.
두량회후 4년(기원전 28년)에 죽어 시호를 회라 하였고, 후사가 없어 봉국이 폐지되었다.

## 출전
- 반고, 《한서》 권15하 왕자후표 下

| 선대 (첫 봉건) | 전한의 두량후 기원전 31년 정월 ~ 기원전 28년 | 후대 (전한 멸망) |